# Melide (Spagna)
Melide (fino al 1984 e in spagnolo Mellid) è un comune spagnolo di 7 502 abitanti situato nella comunità autonoma della Galizia situato sul tracciato del Camino Francés, a circa 60 km dalla città di Santiago di Compostela.
Melide è la dicitura gallega, assunta ufficialmente dal 1983. Fino ad allora il comune si è chiamato Mellid, secondo la dicitura spagnola.

## Amministrazione

### Gemellaggi
- Collecchio